# Mestský štadión Lučenec
Mestský štadión Lučenec – stadion sportowy w Łuczeńcu, na Słowacji. Obiekt może pomieścić 5000 widzów. Swoje spotkania rozgrywają na nim piłkarze klubu ŠK Novohrad Lučenec. W przeszłości gospodarzem stadionu był klub FK LAFC Lučenec.